# Suastus gremius
Suastus gremius, bướm đuôi diều cọ Ấn Độ hay bướm đuôi diều cọ, là một loài bướm thuộc họ Bướm nhảy. Nó được tìm thấy ở vương quốc Indomalaya.

## Mô tả
Con đực. Mặt trên màu nâu ô liu. Cánh trước có các đốm trắng như nước bọt, một đốm nhỏ ở giữa các ô phát hiện, đôi khi một đốm nhỏ ở trên đỉnh, ba đốm nhỏ ở đỉnh dưới, đỉnh trên thường là phút, ba đốm lớn hơn hình đĩa theo đường xiên, đốm trên trước giữa của khoảng cách giữa đường giữa đầu tiên, khoảng cách thứ hai (hơi hình bầu dục) trước giữa khoảng cách giữa khoảng cách giữa đầu tiên, phần thứ ba (hình bầu dục dài) vượt ra ngoài một chút ở giữa khoảng cách giữa khoảng cách giữa; những đốm đĩa này có nhiều kích thước khác nhau. Cánh sau nhạt màu hơn so với cánh trước, với một mép rộng màu sẫm, xơ vải không có bất kỳ dấu hiệu nào. Lông mao của cả hai cánh màu nâu hơi đục. Mặt dưới màu xám pha chút hồng. Cánh trước với phần bên trong bên dưới tĩnh mạch bên dưới có màu đen, để lại đỉnh rộng màu xám hồng, các đốm như ở mặt trên. Có màu xám hồng trong suốt, không có bất kỳ vết thương nào, nhưng được bao phủ một cách thưa thớt với các vảy màu trắng, một đốm đen gần đầu trên của tế bào, và ba chấm thành một hàng xiên ở các khoảng giữa và giữa các khoảng giữa, tất cả đều có màu trắng. Ăng-ten màu đen, đầu gậy màu cam, mặt dưới của gậy và trục màu trắng; đầu và thân màu nâu ở trên, xám ở dưới, chân màu xám, cam tarsi.

Con cái thường nhợt nhạt hơn con đực, các dấu vết tương tự nhau, các đốm ở cánh trước đều lớn hơn, hai đốm đĩa trên hình vuông, đốm giữa đào ở mặt ngoài, hai đốm lớn dính liền nhau ở đầu tế bào; con cái nhìn chung (nhưng không phải lúc nào) cũng lớn hơn con đực.— Charles Swinhoe, Lepidoptera Indica. Vol. X

## Phân loài
- S. g. gremius Nam Ấn Độ, Tây Bắc Himalaya đến Miến Điện, Thái Lan, Lào, Việt Nam, Hải Nam, Hồng Kông, Formosa, Langkawi, Malaya
- S. g. chilon  Doherty, 1891   Sumba
- S. g. subgrisea  (Moore, 1878)  đảo Tích Lan

## Sinh học
Ấu trùng ăn các loài chi Chà là, Rhapis, chi Móc và Washingtonia.

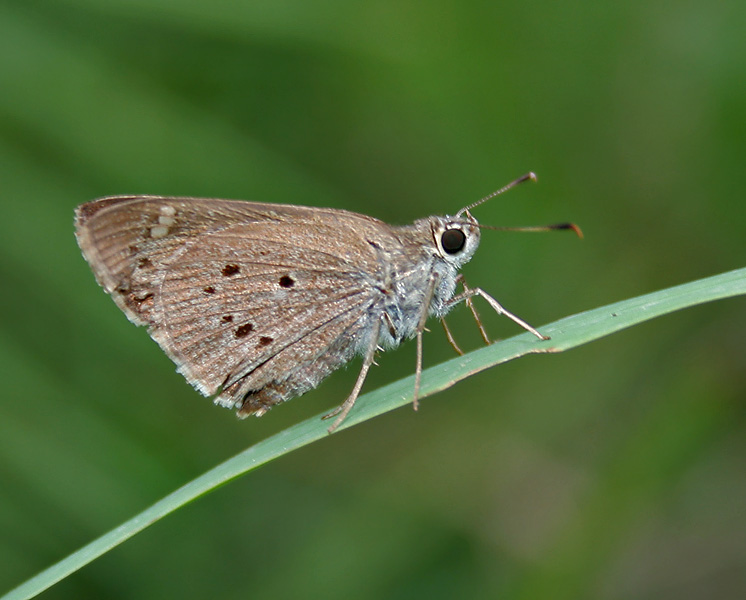
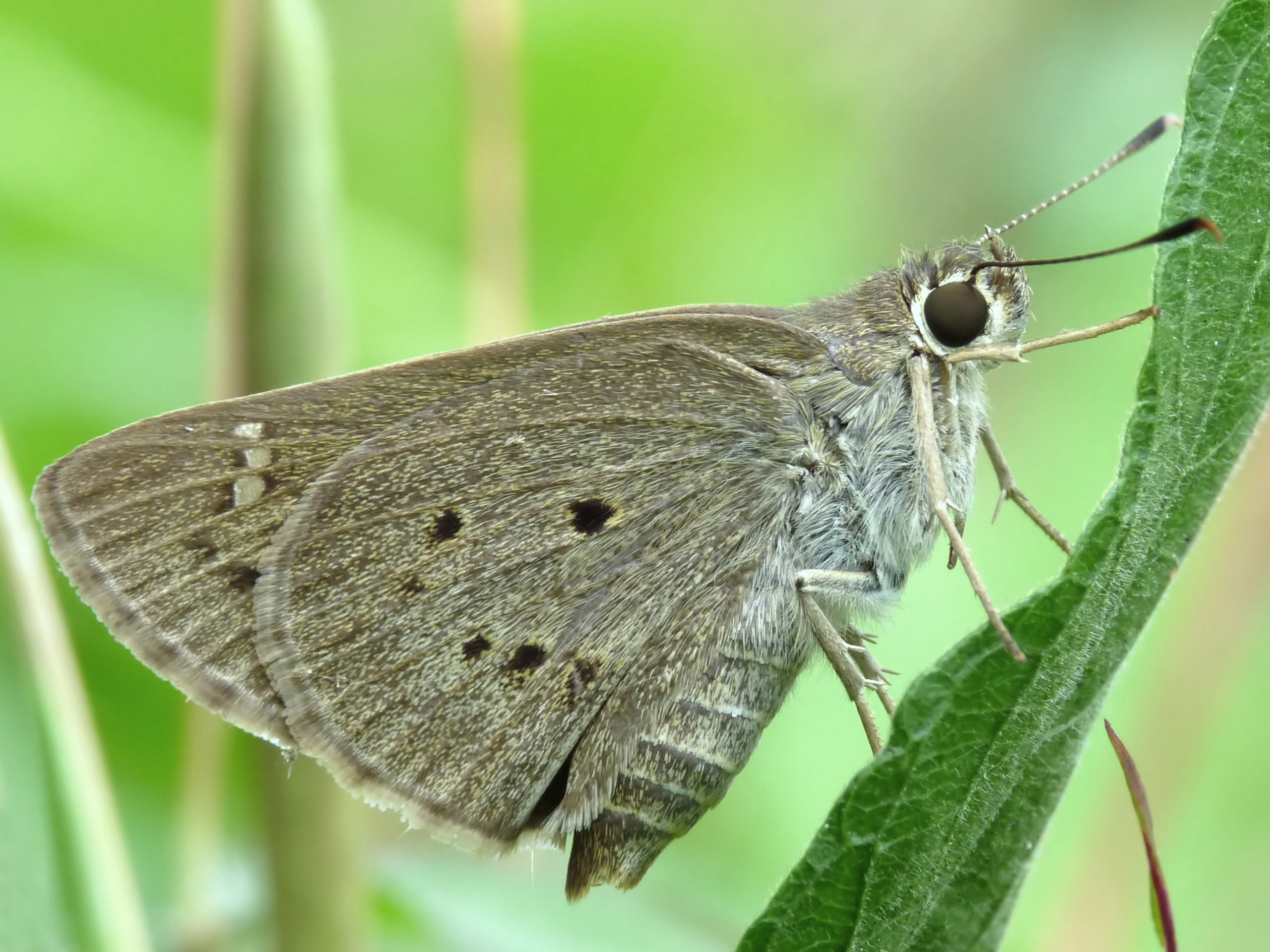
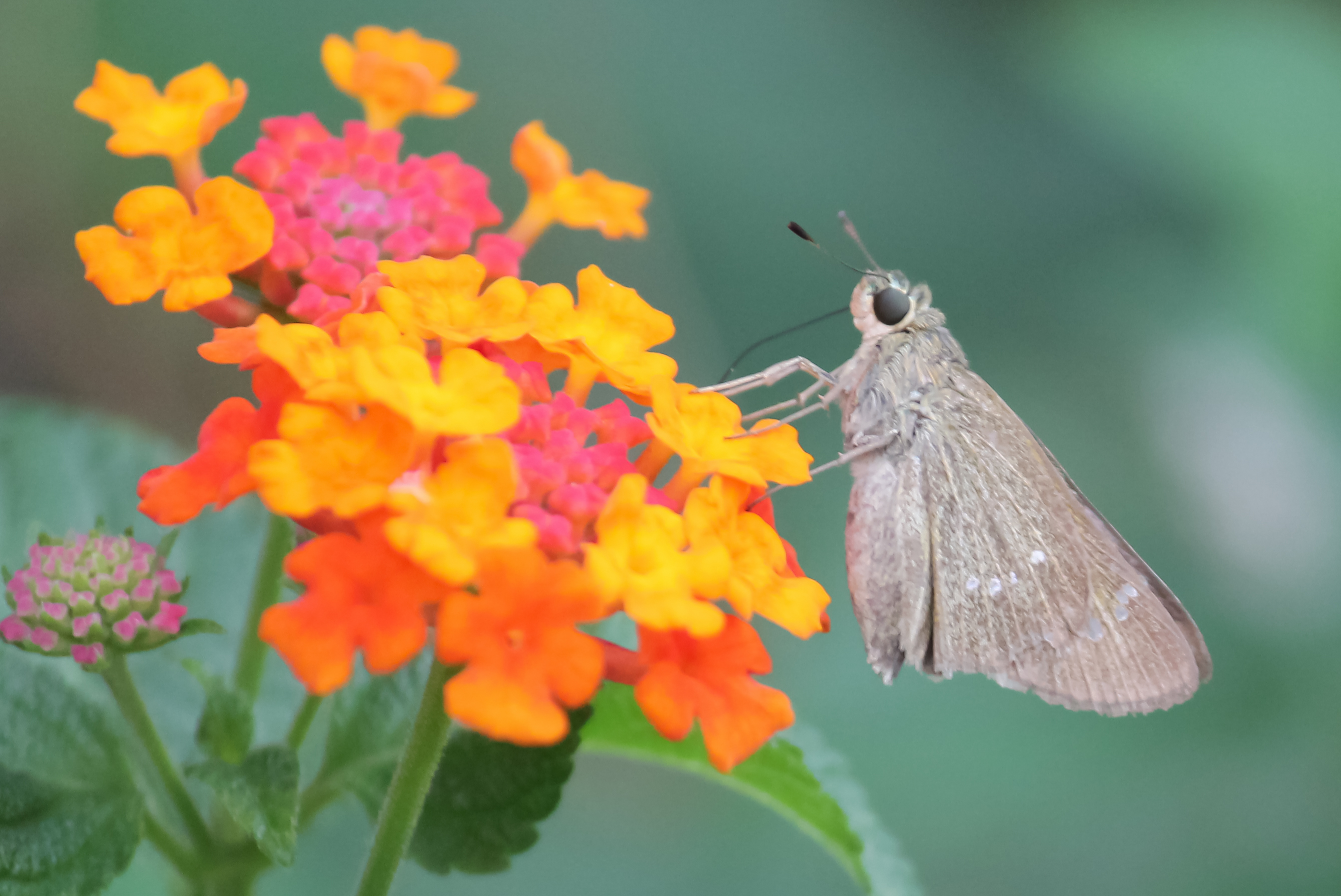
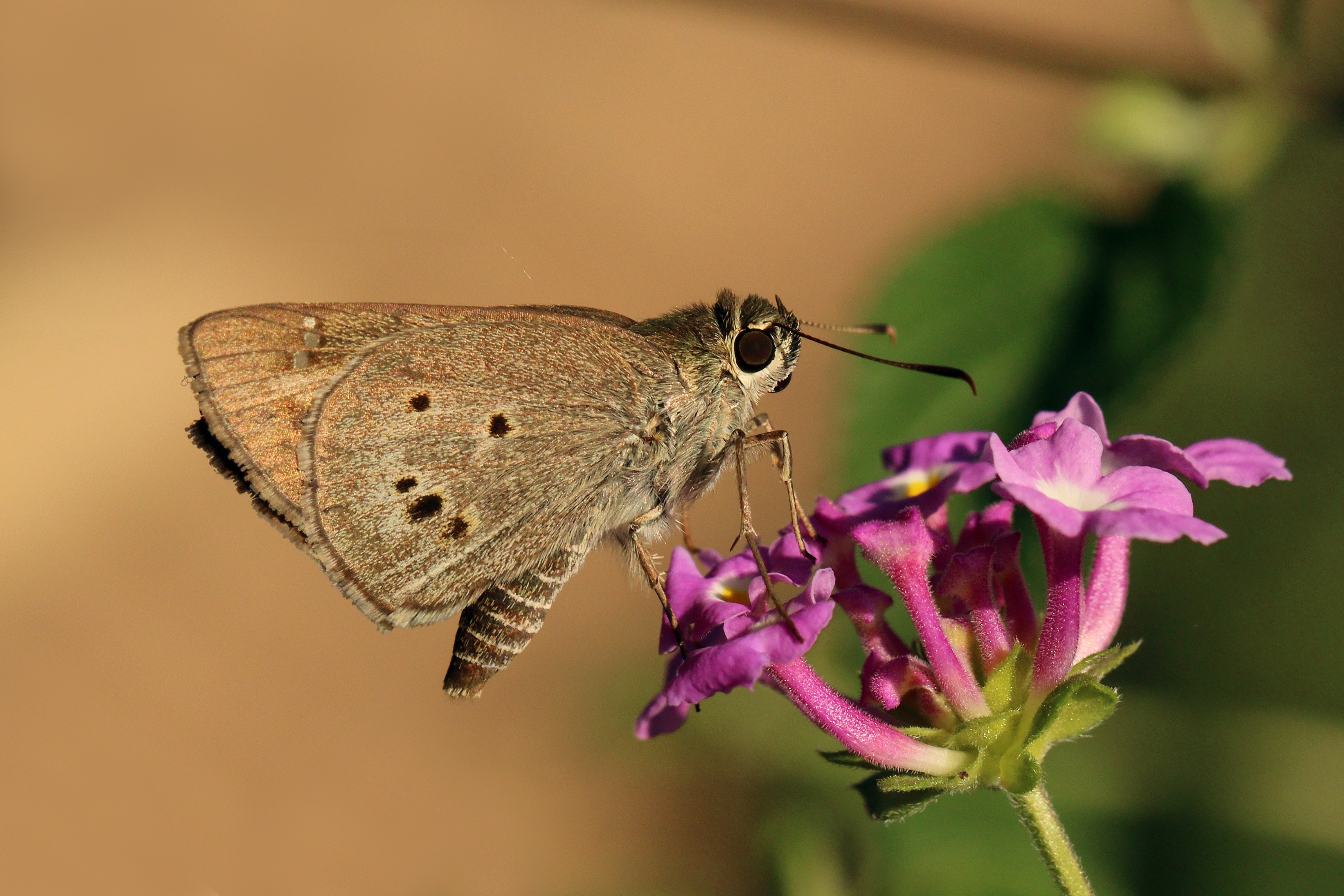
On Bali, Indonesia